# Пюттен (община)
Пюттен (нидерл.  Putten) — община в провинции Гелдерланд (Нидерланды).
В октябре 1944 года нацисты выслали и убили большую часть мужского населения Пюттена: было убито 552 человека. Акция была местью за то, что бойцы нидерландского движения Сопротивления атаковали автомобиль, в котором ехали четверо немецких военнослужащих.

## Состав
- Пюттен
- Бейстерен
- Дирмен
- Гервен
- Халвинкхейзен
- Хелл
- Хуф
- Хейнен
- Хейненбрук
- Хейнервал
- Каудхорн
- Крахтигхейзен
- Стененкамер
- Венхейзервелд

## География
Территория общины занимает 87,5 км². На 1 августа 2020 года в общине проживало 24 220 человек.